# Eneda Tarifa
Eneda Tarifa (Tirana, 30 maart 1982) is een Albanese zangeres.

## Biografie
Tarifa startte haar muzikale carrière in 2003, toen ze deelnam aan de 42ste editie van Festivali i Këngës 2003, het meest prestigieuze muziekconcours van Albanië. Met het nummer Qëndroj wist ze door te dringen tot de finale. Het was overigens het eerste jaar dat het festival dienstdeed als nationale preselectie voor het Eurovisiesongfestival. Vier jaar later waagde ze wederom haar kans, ditmaal met het nummer E para letër. Ook nu haalde ze de finale, en eindigde als tiende. In 2010 won ze Top Fest, een andere muziekcompetitie in Albanië, met het nummer Me veten. Het was de definitieve doorbraak in haar carrière. Nadien werd ze gevraagd als presentatrice van Portokalli, een populaire comedy-show op Top Channel.
In 2015 nam Tarifa voor een derde keer deel aan Festivali i Këngës. Met het nummer Përrallë haalde ze wederom de finale, die ze ditmaal winnend wist af te sluiten. Hierdoor mocht ze haar vaderland vertegenwoordigen op het Eurovisiesongfestival 2016, dat gehouden werd in de Zweedse hoofdstad Stockholm. In de halve finale strandde ze op de 16de plaats, wat niet volstond om naar de finale te kunnen doorstoten.

## Privé
Op 19 mei 2012 trouwde Eneda Tarifa en in 2013 kreeg ze een dochter.
2004: Anjeza Shahini · 
2005: Ledina Çelo · 
2006: Luiz Ejlli · 
2007: Aida & Frederik Ndoci · 
2008: Olta Boka · 
2009: Kejsi Tola · 
2010: Juliana Pasha · 
2011: Aurela Gaçe · 
2012: Rona Nishliu · 
2013: Adrian Lulgjuraj & Bledar Sejko · 
2014: Hersjana Matmuja · 
2015: Elhaida Dani · 
2016: Eneda Tarifa · 
2017: Lindita · 
2018: Eugent Bushpepa · 
2019: Jonida Maliqi · 
2021: Anxhela Peristeri · 
2022: Ronela Hajati · 
2023: Albina & Familja Kelmendi · 
2024: Besa · 
2025: Shkodra Elektronike
- International Standard Name Identifier: 0000 0004 5967 3744
- MusicBrainz: 0a0fffcb-c849-4405-8c6e-3f80bce15155
- Virtual International Authority File: 126147095094025082147